# Саид Ахмад Джамал
Саид Ахмад Джамал (малайск. Syed Ahmad Jamal; 19 сентября 1929, Бандар-Махарани, Джохор — 30 июля 2011, Куала-Лумпур) — малайзийский художник, национальный деятель искусств Малайзии (1995).

## Биография
Учился в Бирмингемской школе архитектуры (1950), в школе искусств в Челси (1951—1955), в Институте искусств в Чикаго (1963) и Гавайском университете (1973, магистратура).
Первоначально работал учителем в средней школе в Бату-Пахате, затем в педагогическом колледже «Хариан» в Куала-Лумпуре (1957), в малайском педагогическом колледже в Керби (Англия) (1958—1959), снова в педагогическом колледже в Куала-Лумпуре (1960), в специальном педагогическом колледже наук в Черасе (1961—1963). В 1971 году стал директором этого колледжа, а в 1972 г. перешёл на работу в департамент планирования и воспитания министерства образования. В 1975—1979 гг. был преподавателем Культурного центра Университета Малайя, в 1979—1982 гг. его директором. В 1983—1991 г. возглавлял Национальную галерею изобразительных искусств Малайзии.
Похоронен на мусульманском кладбище Кампунг Пусу (Гомбак, Куала-Лумпур).

## Творчество
Саид Ахмад Джамал считается основоположником направления абстрактного экспрессионизма в современной малайзийской живописи. Его картины полны мимолётных впечатлений, чувственных ощущений художника к жизни. Он стремился передать влияние света и атмосферы на цвет предметов комбинацией резких разноцветных мазков: «Приманка» (1959), «Звёздная ночь» (1961), «Отношения» (1964), «Потеря» (1965), «19.9.65» (1965). Одним из способов достижения цели художник считал каллиграфию арабскими буквами («Хаирил Анвар», 1958).
Его кредо: «малайзийское искусство начинается сейчас», и поэтому искусство его не было оторвано от жизни, а было тесно связано с острыми событий современности. На его полотнах в экспрессионистской форме отражена, например, его реакция на студенческую революцию 1968 г. во Франции, войну во Вьетнаме, освободительную войну палестинцев, трагические межрасовые столкновения 1969 года в Малайзии («Собрание душ», 1970), события в стране в связи с движением реформации Анвара Ибрагима, Землетрясение в Индийском океане (2004)
и цунами и др. В 1980-е гг. появились работы, посвящённые малайскому народному творчеству: серия «Сонгкет» (1980), серия «Циновки» (1980), «Тренггану» (1986), серия «Гора Леданг» (1987).
Картина художника «Купание в море» (1957) отнесена к объектам национального наследия Малайзии.

## Награды и премии
- Стипендия султана Селангора Ибрагима (1950)
- Награда Индийского совета по культурным связям (1962)
- Награда госдепартамента США (1963—1964)
- Орден «Защитник королевства» (Ahli Mangku Negara) (1969)
- Медаль французской ассоциации «Альянс Франсез» (1970)
- Премия центра «Восток-Запад» (1973)
- Орден «Защитник короны» (Kesatria Mangku Negara) (1983)
- Культурная премия Австралии (1984)
- Культурная премия АСЕАН (1987)
- Государственная премия в области искусства и звание Национальный деятель искусств Малайзии (1995)
- Орден «Командор — защитник государства» (Panglima Jasa Negara) и звание «Датук» (1996)
- Почётный доктор Педагогического университета им. Султана Идриса (2005)

## Семья
- Отец — Саид Джамалуллаил бин Сахин
- Мать — Шарифа Алвиа бинти Хасан
- Жена — Хамида Мохд. Нур
- Два сына — Саид Нурлхак и Саид Набил

## Публикации
- Syed Ahmad Jamal. Rupa dan Jiwa (Внешность и душа). Kuala Lumpur: Dewan Bahasa dan Pustaka, 1992.
- Kunang-Kunang : Kenang-kenangan Syed Ahmad Jamal Seniman Negara Светлячки: Мемуары Саида Ахмада Джамала, Национального деятеля искусств. Kuala Lumpur: Dewan Bahasa dan Pustaka, 1999.